# 罗伊 (华盛顿州)
罗伊（英文：Roy），是美国华盛顿州皮尔斯县下属的一座城市。根据 2000年美国人口普查，该市有人口260人。根据2010年美国人口普查，该市有人口793人。而2011年估计该市有803人。